# Blai Mallarach
Blai Mallarach Güell (Olot, Gerona, 21 de agosto de 1987) es un jugador español de waterpolo.

## Clubes
- Club Natació Olot ( España)
- Club Natació Barcelona ( España)
- HAVK Mladost ( Croacia)
- Olympiacos CFP ( Grecia)
- Club Natació Atlètic Barceloneta ( España)

## Títulos
Selección española
- 7.º en el Europeo de Eindhoven (2012)
- 8.º en el Campeonato de Europa de Zagreb (2010)
- Plata en el Campeonato del Mundo de Roma de 2009
- Plata en los juegos del Mediterráneo Pescara 2009
- Bronce en el Campeonato de Europa Júnior de Oradea (Rumania) 2006
- 4.º en el Campeonato de Europa Juvenil de Sofía (Bulgaria) 2005
- Bronce en el Campeonato del Mundo Júnior de Mar del Plata (Argentina) 2005
- 7.º en el Campeonato de Europa Júnior de Malta 2004

Clubes
- 2 Liga española de waterpolo masculino (2004, 2005)
- 1 Copa del Rey (2011)
- 1 Copa LEN de waterpolo masculino (2004)
- 1 Copa de Croacia de waterpolo masculino (2012)